# Erdélyi Irodalmi Szemle
Erdélyi Irodalmi Szemle tudományos és kritikai folyóirat Kolozsvárt, amely 1924 januárjától 1929-ig jelent meg, amikor is a 3-4. összevont számmal zárult. Első évfolyamának tíz (részben összevont) számán fel volt tüntetve, hogy a Keresztény Magvető "irodalmi melléklete", s évfolyamszámát (LVI.) is az unitárius folyóirattól vette át. 1925 januárjától a Minerva Irodalmi és Nyomdai Műintézet Rt. adta ki. Szerkesztője két évfolyamban Borbély István, akitől 1926-ban György Lajos veszi át a szerkesztést, s még két évfolyamon át a cím alatt Borbély István és Kovács Kálmán alapítóként szerepel.

## Tartalma, munkatársak
Az 1. szám tanúsága szerint a folyóirat „tükre kíván lenni Erdély szellemi életének, amelyből mindenki megtudhatja, hogy az erdélyi magyarság akár a szépirodalomban, akár az egyes tudományszakokban a múltban mit produkált és ma is mit produkál. Az Erdélyi Irodalmi Szemle egyúttal azt is mutatni fogja, hogy az erdélyi magyarság szellemi téren mivel járul hozzá Románia egyetemes közművelődésének jelenlegi állapotához.” Ennek megfelelően az első hét számban külön volt szépirodalmi és külön tudományos szemle is, míg a II. évfolyamtól kezdve a laptest tanulmányokra, kisebb közleményekre s több rovatra oszlott. Az Erdélyi Irodalmi Szemle irányvételében érezhető a romániai magyar egyházak közreműködése, az egyre bővülő főmunkatársi gárda is a felekezeti arányok figyelembevételével áll össze. A folyóirat szellemiségét a konzervatív hagyománytisztelet szempontjai határozzák meg. Irodalomkritikusai, Borbély István, Kiss Ernő, Kristóf György, Rass Károly, Budapestről Alszeghy Zsolt és Császár Elemér „keresztény-nemzeti” szemlélettel közelednek a múlt irodalmi nagyságaihoz és a Romániában megjelenő magyar szépirodalmi művekhez. A polemikus írások sem hiányoznak. Borbély István bírálat tárgyává teszi Kádár Imre és Osvát Kálmán szerinte cinikus álláspontját az irodalom ügyében (1925/7), Rass Károly támadást intéz Makkai Sándor Ördögszekér című regénye („avatatlanok kezébe nem való”; 1926/3-4) és Magyar fa sorsa című könyve ellen („Jótékony célú hangverseny Ady fölsegélyezésére”; 1927/3-4). A támadások célpontja az emigráció, Ady s a modern irodalom. A folyóirat elismert költői Szabolcska Mihály (Reményik Sándor írja róla s mellette: „lehet-e nagyobb elégtétel, mint élő anakronizmusnak lenni ebben a világban?”; 1925/9-10) és Reményik Sándor (lásd Rass Károly tanulmányát; 1925/9-12); a regények közül Kristóf György első helyre a Fekete vőlegényeket sorolja P. Gulácsy Iréntől (1927/1). Kristóf elhatárolja ugyan magát az irodalmi regionalizmustól, miután annak legjellemzőbb vonását a „politikai alkalmazkodás”-ban látja, de Transilvánizmus című tanulmányában ő tesz első kísérletet az erdélyiség mint irodalmi sajátosság tudományos meghatározására (1926/3-4). A helikoni törzsgárdából a folyóirat hasábjain mindössze Kuncz Aladár és Molter Károly nevét látjuk egy-egy ízben szerzőként feltűnni. Különben a lap munkatársi gárdája és hangvétele az Erdélyi Irodalmi Társaság irodalompolitikájához igazodik. Az irodalomkritika azonban fokozatosan háttérbe szorul és a (humán) tudományoknak adja át helyét.
A kor filozófusai közül Tavaszy Sándor Spengler filozófiájának tükrében vizsgálja a nyugat-európai kultúrát (1924/1 és 2), Makkai Sándor Kant erkölcstanáról értekezik (1924/7), Varga Béla az objektív idealista Pauler Ákos logikáját boncolgatja (1925/5 és 6), majd a fausti és karamazovi lélekben a XIX. és XX. század, Nyugat és Kelet szembenállását érzékeli (1929/3-4). A filozófiai tárgykör konkretizálódik a nemzetiségi létre: Tavaszy Sándor tanulmánya a kisebbségi élet etikájáról és egy „erdélyi magyar világnézet” eszményéről vallásfilozófiai végkövetkeztetésekbe torkollik (1928/1-4). A lapban számos történelmi, főként művelődéstörténeti közlemény is megjelent. Bíró Vencel, Buday Árpád, Csutak Vilmos, Herepei János, Kelemen Lajos, Keöpeczi Sebestyén József, Roska Márton, Veress Endre pozitivista adatközlései a szaktudomány művelését és a nemzetiségi tudat formálását egyaránt szolgálják. Külön emlékszámot adtak ki Márki Sándor (1927/2) és Karácsonyi János (1929/1-2) halála alkalmából.
Az Erdélyi Irodalmi Szemle hasábjain jelentek meg Bitay Árpád közleményei a román-magyar történelmi és irodalmi kapcsolatokról, s a lapban jeles román tudósok (Victor Babeș, Vasile Pârvan, Nicolae Drăganu) tanulmányait is publikálták; ismeretterjesztő közleményeket írt Sever Pop és Moldován Gergely. Kisebb mértékben jelentkeztek a folyóirat munkatársai nyelvészeti (Csűry Bálint), nevelésügyi (Gál Kelemen) és jogtörténeti (Balogh Artúr, Gyárfás Elemér) kérdésekkel, elszórtan természettudományi közlemények is megjelentek (Balogh Ernő, Bányai János, Tulogdy János, Széll Kálmán tollából). Az akkor legfiatalabb tudós-nemzedékből Szabó T. Attila, Jancsó Elemér, Blédy Géza pályája indult az Erdélyi Irodalmi Szemlében. Több irodalomtörténeti tanulmány mellett a lapban indította meg György Lajos Az erdélyi magyar irodalom bibliográfiája közlését (1925/4 és köv. számok). A folyóirat megszűnése után 1930-tól munkatársi gárdájának közreműködésével s ugyancsak György Lajos szerkesztésében indult meg az Erdélyi Múzeum új folyama mint az Erdélyi Múzeum-Egyesület szakosztályainak közlönye.